# Artilerie de munte

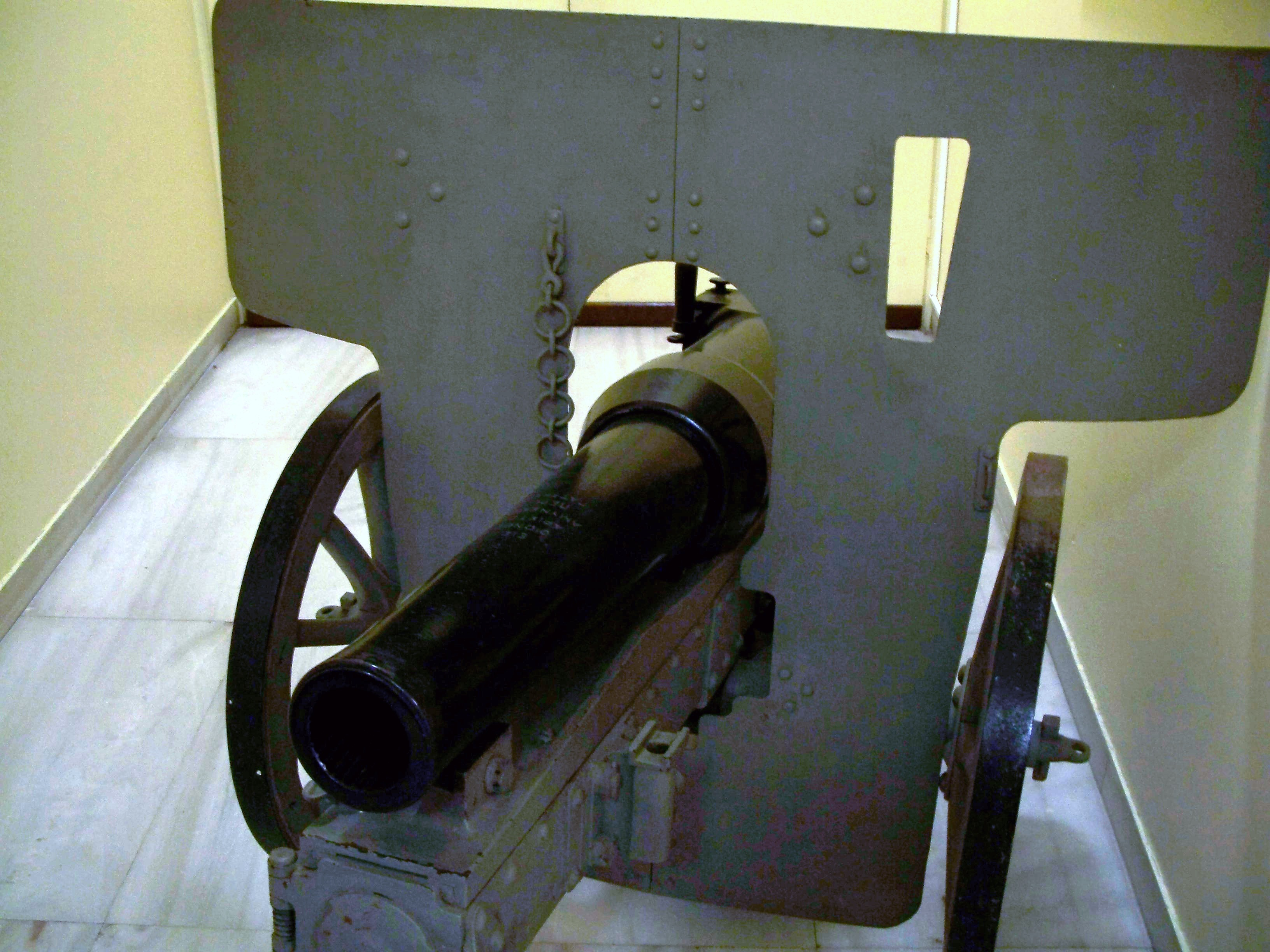
Tun de munte

Artileria de munte este o categorie de artilerie mobilă, destinată în principal pentru distrugerea fortificațiilor pasagere și a forței vii a inamicului pe câmpul de luptă. Misiunea sa principală era de a asigura sprijinul de foc al trupelor de infanterie în luptă, în zonele montane. În această categorie intrau tunuri ușoare, demontabile în părți componente, special adaptate pentru a fi transportate de personal sau samarizat.:p. 274